# Нигяр Джафер
Нигяр Сахлим Джафер е български политик от ДПС, народен представител от парламентарната група на ДПС в XL, XLI и XLII народно събрание. На 19 април 2017 г. е избрана за заместник-председател на XLIV народно събрание.

## Биография
Нигяр Джафер е родена на 20 май 1966 година в град Цар Калоян, България.

### Парламентарна дейност
- XL народно събрание – член (18 август 2005 – 25 юни 2009)[2]
- Парламентарна група на Движение за права и свободи – член (18 август 2005 – 25 юни 2009)
- Комисия по здравеопазването – зам.-председател (24 август 2005 – 25 юни 2009)
- Комисия по парламентарна етика – член (24 август 2005 – 29 юни 2007)
- Комисия по политиката при бедствия и аварии – член (29 юни 2007 – 25 юни 2009)

Внесени законопроекти
- Законопроект за допълнение на Закона за лекарствените продукти в хуманната медицина

### Академична кариера
По професия е лекар. През 2017 г. защитава дисертация и получава образователната и научна степен "доктор" в Медицински университет - Варна. От 2021 г. е доцент в Медицински университет - София.